# Розенбах, Сергей Николаевич
Серге́й Никола́евич Розенбах (1861 — после 1917) — новозыбковский уездный предводитель дворянства, член IV Государственной думы от Черниговской губернии.

## Биография
Православный. Потомственный дворянин Черниговской губернии (с 1893 года). Землевладелец той же губернии (1430 десятин). Сын члена Государственного совета, генерала от инфантерии Николая Оттоновича Розенбаха и Ольги Ивановны Жербиной.
По окончании Пажеского корпуса в 1879 году, с занесением имени на мраморную доску, был произведен в прапорщики лейб-гвардии Преображенского полка. Служил в роте Его Величества. В 1883 году вышел в отставку в чине подпоручика и в течение двух лет изучал практику сельского хозяйства в Пензенской губернии, после чего семь лет служил помощником главноуправляющего Брасовским имением великого князя Михаила Александровича. Состоял причисленным к Главному управлению уделов, имел чин титулярного советника.
В 1892 году приобрел имение в Новозыбковском уезде Черниговской губернии, при деревне Карпиловке и селе Спиридонова Буда, где занялся сельским хозяйством и общественной деятельностью. С 1894 года избирался гласным Новозыбковского уездного земского собрания и почетным мировым судьей. В 1899 году был избран уездным предводителем дворянства, в каковой должности состоял до 1904 года, когда вышел в отставку по домашним обстоятельствам и переехал в Саратовскую губернию, приняв управление обширными саратовскими и пензенскими имениями Нарышкиных. В 1911 году, после ликвидации большей их части, вернулся в своё черниговское имение, где вновь занялся сельским хозяйством. Был членом «Союза 17 октября».
В 1912 году был избран членом Государственной думы от съезда землевладельцев Черниговской губернии. Входил во фракцию октябристов. Состоял секретарем библиотечной комиссии, а также членом комиссий: по исполнению государственной росписи доходов и расходов, по делам православной церкви и сельскохозяйственной. 9 августа 1913 года сложил депутатские полномочия «по домашним обстоятельствам», на его место был избран В. А. Ханенко.
Судьба после 1917 года неизвестна.

## Семья
С 1886 года был женат на Екатерине Васильевне Приселковой. Их дети:
- Николай (1887—1919), выпускник Александровского лицея (1908), служил в Министерстве юстиции. Умер в Варшаве.[1]
- Глеб (1890—1917), в 1905—1908 годах учился в Александровском лицее, умер 1 июня 1917 года в Ялте.
- Дмитрий (1892—?), репрессирован в 1951 году, осужден на десять лет. Реабилитирован в 1988 году[2].
- Олег (1894—?)